# Minnie Miñoso
Saturnino Orestes Armas Miñoso Arrieta (ur. 29 listopada 1925 w Perico, zm. 1 marca 2015 w Chicago) – kubański baseballista, który występował na pozycji lewozapolowego.
W 1946 Miñoso podpisał kontrakt z występującym w Negro National League zespołem New York Cubans, z którym w 1947 zdobył mistrzostwo tej ligi. W 1948 został zawodnikiem Cleveland Indians, w którym zadebiutował 19 kwietnia 1949 w meczu przeciwko St. Louis Browns jako pinch hitter. W 1949 i 1950 grał w klubie farmerskim Indians San Diego Padres. W kwietniu 1951 w ramach wymiany zawodników przeszedł do Chicago White Sox.
1 maja 1951 zaliczył debiut w nowym zespole w meczu przeciwko New York Yankees na Comiskey Park, zdobywając home runa w pierwszym podejściu. W sezonie 1951 po raz pierwszy wystąpił w All-Star Game, uzyskał drugą w lidze średnią uderzeń 0,324, zaliczył najwięcej w lidze triple'ów (14, zwyciężał w tej klasyfikacji również w 1954 i 1956) i skradł najwięcej baz (31), a w głosowaniu do nagrody Rookie of the Year w American League zajął 2. miejsce za Gilem McDougaldem z New York Yankees. W grudniu 1957 został zawodnikiem Cleveland Indians, w którym występował przez dwa sezony. W latach 1960–1961 i 1964 ponownie grał w White Sox, w 1962 w St. Louis Cardinals, a w 1963 w Washington Senators.
Od 1965 do 1973 występował w zespołach ligi meksykańskiej. W 1980 mając 54 lata zagrał w dwóch meczach w barwach White Sox i został czwartym najstarszym zawodnikiem w historii MLB.
| Nagroda/wyróżnienie             | Lata                                                     | Źródło |
| 9× All-Star                     | 1951, 1952, 1953, 1954, 1957, 1959¹, 1959², 1960¹, 1960² | [ 3 ]  |
| 3× Gold Glove Award             | 1957, 1959, 1960                                         | [ 3 ]  |
| # 9 zastrzeżony przez White Sox | 1983                                                     | [ 7 ]  |